# R Sculptoris
R Sculptoris (R Scl / HD 8879 / HR 423) es una estrella variable en la constelación de Sculptor. Es un interesante objetivo para el astrónomo aficionado, ya que combina un amplio rango de variabilidad, excelentes estrellas con las que comparar y un intenso color rojo.
A una distancia aproximada de 1550 años luz, R Sculptoris es una estrella de carbono de tipo espectral C6II. En estas estrellas los compuestos de carbono no permiten pasar la luz azul, por lo que muestran un intenso color rojo. Pierden gran cantidad de material de sus capas exteriores a través del viento estelar; en algunas de ellas existe una capa separada de gas y polvo que las rodea. Aunque en general están dominadas por una única temperatura, algunas —como R Sculptoris— muestran evidencia de un componente polvoriento secundario más frío, que se manifiesta por un exceso en el infrarrojo lejano. Se piensa que este exceso es debido a la existencia de una capa de polvo alejada de la estrella.
R Sculptoris es una estrella variable semirregular, cuyo brillo varía entre magnitud aparente +9,10 y +12,90 a lo largo de un período de 370 días. La amplitud de la oscilación parece ser, sin embargo, variable.
Visualmente a 10 segundos de arco existe una estrella acompañante de magnitud 11,9, que comparte movimiento propio con R Sculptoris.